# Гранитный (Челябинская область)
Грани́тный — посёлок в Кизильском районе Челябинской области России. Административный центр Гранитного сельского поселения.

## География
Через посёлок протекает река Урал. Расстояние до районного центра села Кизильского 41 км.

## Население
| 2002 | 2010 |
| ---- | ---- |
| 778  | ↗797 |

По данным Всероссийской переписи, в 2010 году численность населения посёлка составляла 797 человек (356 мужчин и 441 женщина).
Проживают русские, башкиры.

## Улицы
Уличная сеть посёлка состоит из 7 улиц и 2 переулков.